# Jaime Rosón García
Jaime Rosón García (Madrid, 13 de gener de 1993) és un ciclista espanyol, professional des del 2016. Actualment corre a l'equip Movistar Team. En el seu palmarès destaca una etapa de la Volta a Turquia del 2016.

## Palmarès
- 2013
  - 1r al Trofeu Lehendakari
  - 1r al Memorial Etxaniz
  - 1r a l'Oñate Saria
- 2014
  - 1r al Circuit del Sollube
  - 1r a la Zaldibia Sari Nagusia
- 2015
  -  Campió d'Espanya en ruta sub-23
  - 1r al Memorial Valenciaga
  - 1r a la Volta a Cantàbria i vencedor d'una etapa
- 2016
  - Vencedor d'una etapa a la Volta a Turquia
- 2017
  - Vencedor d'una etapa al Tour de Croàcia
- 2018
  - 1r a la Volta a Aragó

### Resultats a la Volta a Espanya
- 2016. 73è de la classificació general
- 2017. 26è de la classificació general